# Giovanni Maria Ubertazzi
Giovanni Maria Ubertazzi (Brescia, 2 dicembre 1919 – Milano, 26 settembre 2005) è stato un avvocato e giurista italiano.
È stato professore ordinario nelle Università di Cagliari, Parma e Cattolica di Milano.

## Biografia
Si laurea in Giurisprudenza all'Università Cattolica del Sacro Cuore di Milano, dove ottiene i primi incarichi. Ha dedicato scritti e corsi di insegnamento a tutte le materie del diritto internazionale: in particolare a diritto internazionale pubblico, organizzazione internazionale, storia dei trattati, diritto internazionale privato e processuale, diritto dell’Unione Europea.
È stato tra i primi ad occuparsi in Italia sistematicamente di diritto delle Comunità europee e di diritti dell’uomo.
Ai primi tempi ha dedicato per molti anni la codirezione della rivista Il diritto comunitario e degli scambi internazionali. Ai secondi ha dedicato la rivista, da lui cofondata, Rivista internazionale dei diritti dell'uomo.
Come avvocato, presso il suo studio legale fondato nel 1947, è stato un precursore delle attività di difesa degli interessi privati avanti alla Corte di giustizia della UE, tra l'altro ha seguito questioni di principio alla Corte costituzionale italiana (ove ha ottenuto la dichiarazione di illegittimità di una norma del 1912 che prevedeva la perdita della cittadinanza della donna italiana maritata con uno straniero di cui assumeva la nazionalità): ed alla Corte europea dei diritti dell'uomo (nel caso Telebiella, che ha avviato il movimento verso la liberalizzazione giudiziale delle attività televisive in Italia).
Il suo studio legale viene ereditato dal figlio avvocato Luigi Carlo, giurista e docente all'Università degli Studi di Pavia.

## Pubblicazioni
- Pubblicazioni di Giovanni Maria Ubertazzi, in Studi in onore di Giovanni Maria Ubertazzi, in JUS – Rivista di scienze giuridiche, pubblicata a cura dell'Università Cattolica del Sacro Cuore, gennaio-aprile 1999, 13-19
- Giorgio Berti, Presentazione a Studi in onore di Giovanni Maria Ubertazzi, in JUS – Rivista di scienze giuridiche, pubblicata a cura dell'Università Cattolica del Sacro Cuore, gennaio-aprile 1999, 1-660
- Franco Mosconi, voce Ubertazzi, Giovanni Maria, in Dizionario bibliografico dei giuristi italiani (XII-XX secolo), diretto da Italo Birocchi, Ennio Cortese, Antonello Mattone, Marco Nicola Miletti, a cura di Maria Luisa Carlino, Giuseppina De Giudici, Ersilia Fabbricatore, Eloisa Mura, Martina Sammarco, con la collaborazione della biblioteca del Senato, vol. II, p. 1989.
- Fausto Capelli, Necrologio su Giovanni Maria Ubertazzi (1919-2005), in Diritto comunitario e degli scambi internazionali, pagina non numerata all'inizio del fascicolo 4 del 2005

## Opere
- Studi sui diritti reali nell'ordine internazionale, Milano, Giuffrè, 1949
- I rapporti patrimoniali tra coniugi nel diritto internazionale privato, Milano, Giuffrè, 1951
- Il principio di unanimità negli organi collegiali internazionali, Milano, Giuffrè, 1953
- Contributo alla teoria della conciliazione delle controversie internazionali davanti al consiglio di sicurezza, Milano, Giuffrè, 1958
- Studi nelle obbligazioni del diritto internazionale privato, Milano, ISPI, 1965
- Règles de non-discrimination et droit international privé, in The Hague Academy of international law, Collected Courses, 1977

| Controllo di autorità | VIAF (EN) 95311824 · ISNI (EN) 0000 0000 6953 0713 · SBN SBLV150004 · BAV 495/252096 · LCCN (EN) no94021324 · J9U (EN, HE) 987007342759705171 |